# 1244
1244 је била преступна година.

## Догађаји

### Март
- 16. март — Након успешне опсаде Монтсегура, војска француских ројалиста је спалила око 210 катара.

### Јул
- 15. јул — Опсада Јерусалима

### Октобар
- 17. октобар – Битка код Форбије